# Pieter Johan Boddaert
Pieter Johan Boddaert (Middelburg, 4 juli 1780 – Middelburg, 8 januari 1843) was een Middelburgs koopman, lokaal en provinciaal politicus en lid van de Tweede Kamer der Staten-Generaal.
Pieter Johan werd geboren in de regentenfamilie Boddaert die al diverse notabelen had voortgebracht. Zo was zijn vader (Phoenix Izaak Boddaert) raad in het Hof van Vlaanderen, bewindvoerder van de Vereenigde Oostindische Compagnie en gedeputeerde en was zijn grootvader (Kornelis van den Helm Boddaert) burgemeester van Middelburg. Pieter Johan studeerde Romeins en hedendaags recht en promoveerde op stellingen aan de Hogeschool te Leiden in 1802.
In 1804 werd Boddaert actief als advocaat te Middelburg, en al snel werd hij ook betrokken als koopman bij de firma Boddaert & Co. aldaar. Tijdens de Bataafse tijd was hij enige tijd raad in de vroedschap van Middelburg (1808 - 1809), en plaatsvervangend wethouder. In 1810 trouwde hij met Sarah Agatha le Jolle, met wie hij 2 zoons en een dochter zou krijgen.
Na het instellen van het Koninkrijk der Nederlanden in 1814 werd hij lid van de Provinciale Staten van Zeeland, en kort erna ook van de Gedeputeerde Staten. Dit zou hij blijven tot hij in 1824 lid zou worden van de Tweede Kamer der Staten-Generaal.
In de Kamer ontpopte Boddaert zich als een regeringsgezind politicus. In 1809 werd hij benoemd tot Ridder in de Orde van de Unie (Koninkrijk Holland), in 1812 tot Ridder in de Orde van de Reünie (Keizerrijk Frankrijk) en later tot Ridder in de Orde van de Nederlandse Leeuw (Koninkrijk der Nederlanden). Op 14 januari 1832 kreeg hij uiteindelijk het predicaat Jonkheer en trad hij toe tot de Ridderschap van Zeeland. Hij was ook enige tijd commandant van de erewacht te Middelburg en lid van de Kamer van Koophandel aldaar.